# Miglio d’oro
Als Miglio d’oro (italienisch für Goldmeile) wird ein historischer Straßenabschnitt an der Staatsstraße  SS 18 „Tirrena Inferiore“ zwischen Ercolano und Torre del Greco in der italienischen Region Kampanien  bezeichnet. Der auch als Strada Regia delle Calabrie bekannte Straßenabschnitt, ist so benannt nach den zahlreichen prunkvollen Villen und den großen Orangerien, die dort im 18. Jahrhundert errichtet wurden. Im Laufe der Zeit wurde der Begriff Goldmeile von dem ursprünglich eine Meile langen Straßenabschnitt ausgedehnt. Er umfasst mittlerweile neben Ercolano und Torre del Greco auch die westlichen Stadtteile Neapels Barra und San Giovanni a Teduccio sowie die angrenzenden Gemeinden San Giorgio a Cremano, und Portici, und reicht bis vor die Tore von Torre Annunziata.

## Die Jahre 1700 bis 1860
Zum Mittelpunkt dieses aristokratischen Villengebiets wurde der 1752 fertiggestellte Königspalast Portici, ein barockes Landschloss der Neapel und Sizilien beherrschenden Bourbonen. Die soziale Stellung des jeweiligen adeligen Besitzers einer Villa lässt sich oft noch an der Größe und Gestalt des Bauwerks, an der Ausstattung (Interieur, Garten) und der Lage (Entfernung zum Meer, Aussicht, Nähe zum Königspalast) erkennen. Auch die Prominenz des Architekten hatte eine gewisse Aussagekraft.
Gut restauriert und in manchen Fällen auch zu besichtigen sind die folgenden Villen und Schlösser:
- Portici
  - Königspalast Portici (Reggia di Portici oder Palazzo Reale di Portici)
- Ercolano
  - Villa Campolieto
  - Villa Favorita
  - Villa Ruggiero
  - Villa Signorini

## Die Jahre 1860 bis heute
Im Jahr 1860 zogen die Truppen Garibaldis in Neapel ein und man begann, die Bourbonen aus Neapel zu vertreiben. Die meisten Landsitze entlang der Goldmeile wurden aufgegeben oder verkauft und gerieten teils in öffentliche, teils in private Hände. Im Jahr 1971 wurde mittels eines Gesetzes (Gesetz Nr. 578 vom 29. Juli 1971) eine Gesellschaft zur Erhaltung der Vesuvvillen gegründet, die heute noch bestehende Ente per le Ville Vesuviane. In der Folge wurden 121 Bauten der Miglio d'oro als Baudenkmäler registriert und unter Denkmalschutz gestellt.
Trotz dieser Maßnahmen verfielen viele der Barockvillen und befinden sich auch heute noch in einem teilweise heruntergekommenen, aber charmanten Zustand. Im Laufe der Zeit hat man die ehemaligen Luxusvillen zu einfachen Wohnhäusern umfunktioniert, die auch heute noch ganz normal bewohnt werden. In manchen befinden sich auch öffentliche Ämter und Schulen.

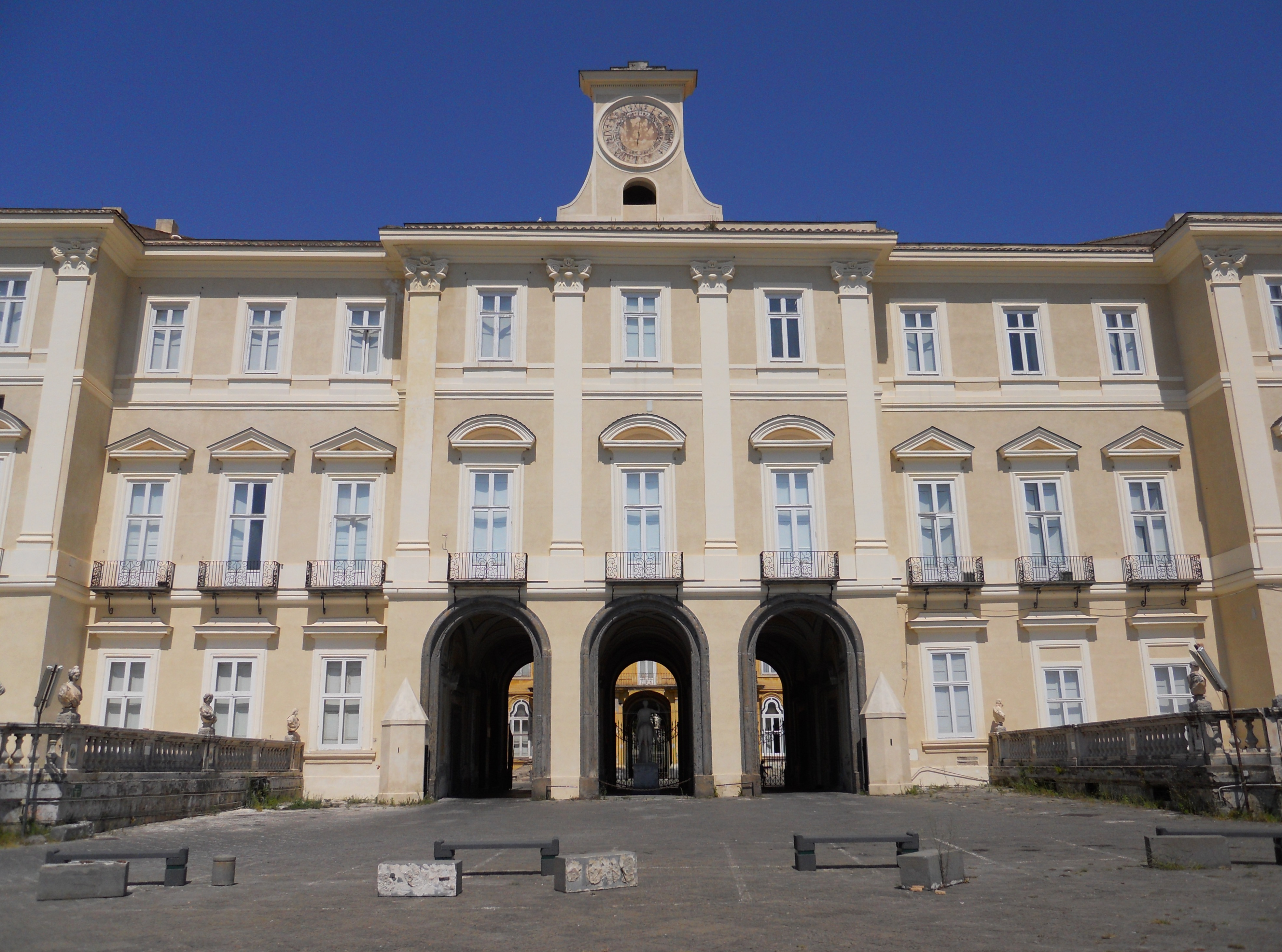
Der Königspalast Portici
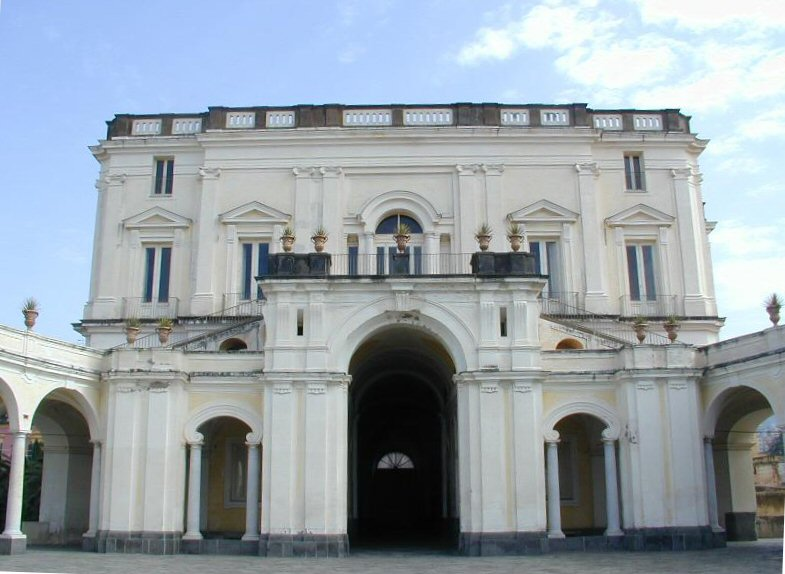
Die Villa Campolieto
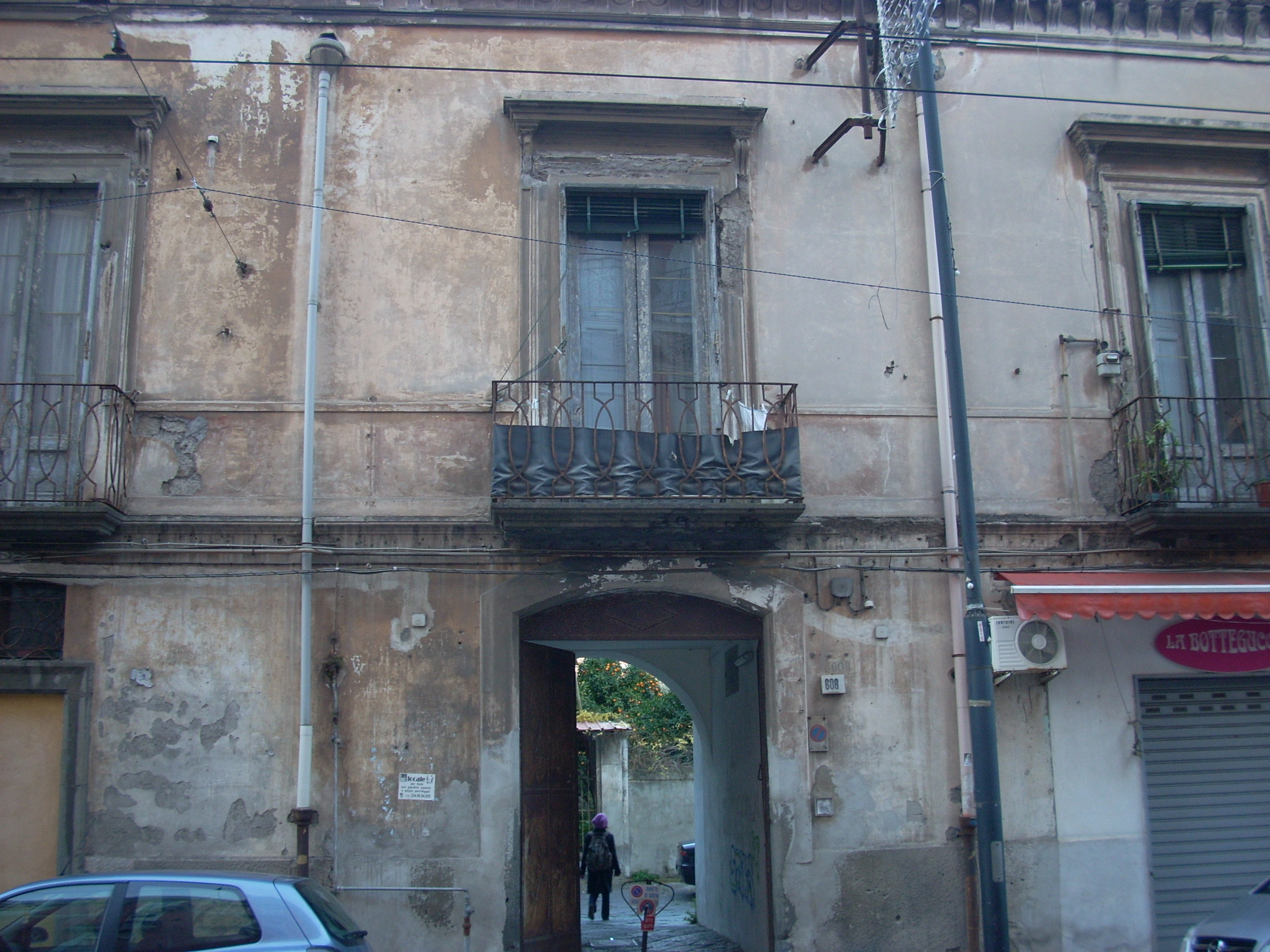
Heutiges Wohnhaus in San Giovanni a Teduccio